# Shoot on Sight
Pour plus de détails, voir Fiche technique et Distribution.
Shoot on Sight, signifiant en anglais « tir à vue », est un thriller anglais diffusé le 15 décembre 2007, réalisé par Jag Mundhra, produit par Aron Govil et scénarisé par Carl Austin et Jag Mundhra. Le casting du film comprend Brian Cox, Sadie Frost, Naseeruddin Shah et Om Puri. Le film est basé sur l'histoire de l'opération Kratos, pour mettre les terroristes hors d’état de nuire, la police reçoit l’autorisation de « tirer à vue » sans préavis, politique appliquée aux présumés terroristes après les attentats de Londres du 7 juillet 2005,. Le tournage de Baquir Hassan dans le métro est basée sur un événement réel, la mort de Jean Charles de Menezes, un Brésilien innocent, abattu le 22 juillet 2005 par bavure policière qui pensait qu'il était un terroriste sur le point de faire exploser une bombe.

## Synopsis
Le Daniel Tennant, 55 ans, est officier de police musulman à Londres. Après 30 ans de bons et loyaux services, les attentats londoniens du 7 Juillet se produisent. La loyauté et les priorités du policier sont alors remise en question.

## Fiche technique
- Scénario : Carl Austin et Jag Mundhra
- Photographie : Madhu Ambat
- Musique : John Altman
- Durée : 92 minutes
- Pays :
  -  Émirats arabes unis : 15 décembre 2007
  -  Royaume-Uni : 22 août 2008
  -  France : 20 octobre 2009

## Distribution
- Avtar Kaul : Baqir Hassan, le musulman tué dans le métro
- Ralph Ineson : Marber (alias Bulldog), lieutenant de police
- Stephen Greif (en) : John Shepherd, commandant de police
- Brian Cox : Daniel Tennant, le divisionnaire de police
- Naseeruddin Shah : Tariq Ali, le commissaire musulman
- Greta Scacchi : Susan Ali, femme de Tariq
- India Wadsworth : Zara Ali, la fille de Tariq
- Arrun Harker : Imran Ali, le fils de Tariq
- Mikaal Zulfiqar (en) : Zahir Khan, le neveu de Tariq
- Om Puri : Junaid, l’imam extrémiste
- Laila Rouass : Ruby Kaur, l'assistante de Tariq
- Sadie Frost : Fiona Monroe, avocate de la famille Hssan
- Tolga Safer : Aziz, un prédicateur musulman
- John Warman : Armed Response
- Chris Wilson : Police CO19 Officer
- Clifford Samuel (en) : Elijah, un complice de Zahir
- Gulshan Grover (en) : Yunus, un compatriote de Tariq
- Clemency Burton-Hill : Pamala Davies
- Laila Rouass : Laila Rouass